# Ceraceosorales
Ceraceosorales es un orden de hongos tizón en la clase Exobasidiomycetes. Es un orden monotípico, constiene la familia Ceraceosoraceae, que a su vez contiene al género Ceraceosorus. C. bombacis es un hongo que infecta el árbol Bombax ceiba en India. Este árbol económicamente importante es utilizado como árbol ornamental. Ceraceosorales fue circunscripto en el 2006; la familia Ceraceosoraceae fue validada en el 2009. C. bombacis originalmente había sido descripto como Dicellomyces bombacis en 1973, pero B.K. Bakshi lo transfirió al nuevo  Ceraceosorus tres años después.